# Myšice temnopásá

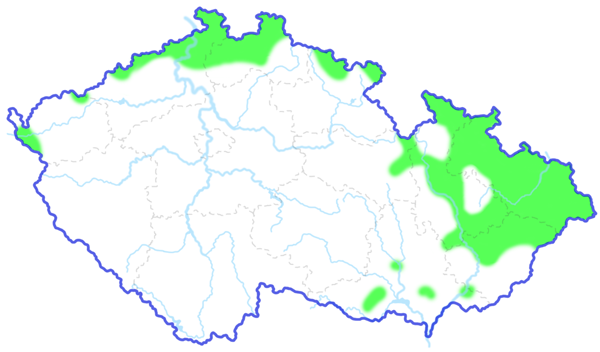
Rozšíření myšice temnopásé v Česku

Myšice temnopásá (Apodemus agrarius) je menší myšovitý hlodavec, o málo větší než myš domácí. Žije především ve vlhčích oblastech, ale také na polích a u okrajů lesa. Je rozšířena ve střední a východní Evropě od Německa až po Kavkaz. Druhou izolovanou oblastí rozšíření je Dálný východ. V Česku žije na severní a střední Moravě a v severních oblastech Čech.
Po hřbetě této myšice se od hlavy až k ocasu táhne 2–3 mm široký tmavý pruh.

## Popis
Svrchní strana těla myšice temnopásé je rezavě hnědá až žlutohnědá. Břicho má výrazně světlé – šedohnědé až do bíla. Délka těla je 70–125 mm, ocas má o trochu kratší než tělo. Váží 15–40 g.

## Rozšíření
Myšice temnopásá je kromě českých zemí rozšířena prakticky v celé střední a východní Evropě. Na západě zasahuje až do severoněmeckých nížin a do severní Itálie. Dále žije ve všech zemích střední a východní Evropy včetně celého Balkánu, pobaltských států a Ruska. Zde zasahuje až do Kavkazu a do zakavkazských republik. Oblast výskytu pokrývá děle Sibiř až po Bajkal, část Kazachstánu a Kyrgyzstánu a přilehlé oblasti Číny a Mongolska.
Druhou oblastí myšice temnopásé je východní Asie: žije v Číně (především Mandžusku), na Tchaj-wan, v Koreji a na ruském Dálném východě v oblasti ohraničené na jihu 25. stupněm severní šířky.

### Rozšíření v Česku
V Česku se myšice temnopásá dlouhodobě vyskytuje především na celé severní Moravě, přibližné severně od Olomouce. V období po druhé světové válce se rozšířila i dále na jih – především na Vsetínsko a Kroměřížsko a také do okolí Brna. Nejnověji byla nalezena i v okolí Hodonína a Znojma, i když zde již, stejně jako u Brna, jde jen o ostrůvkovitý výskyt.
V Čechách se vyskytuje jen na severu od Teplicka přes Českolipsko až k Liberecku. Ostrůvkovitě se pak vyskytuje na Chebsku, v Krušných horách, ve východním Podkrkonoší a v Broumovském výběžku.
Dřívější literární záznamy o nálezech z jiných částí Čech, především z Českobudějovické pánve, nejsou spolehlivě doložené.
Na Dálném východě je velmi hojná; v Evropě už výrazněji méně. Její populační hustota zde kolísá mezi 5 a 50 jedinci na hektar. V rocích populační exploze je počet zvířat výrazně vyšší, ale v Evropě nebyla od roku 1970 žádná takové exploze zaznamenána.

## Prostředí
Myšice temnopásá žije v otevřené krajině. S oblibou vyhledává vlhčí stanoviště (rákosí), ale stejně často ji lze nalézt i na polích, na mezích a na okrajích menších lesíků, ale i na okrajích zahrad nebo městských parků. Proniká do okolí lidských sídlišť a přizpůsobí se i životu v menších vesnicích.
Nejvíce se vyskytuje v nížinách, ale ostrůvkovitě žije i ve vyšších polohách: v Krušných horách a Jeseníkách až do 800 m n. m., v Krkonoších i nad 1000 m. V Evropě byla nejvýše nalezena v Severní Makedonii – 1750 m.

## Způsob života
Žije v nehlubokých norách, které si vyhrabává celá skupina jedinců. Obvykle mívají dva vchody. Je aktivní hlavně za soumraku, ale i ve dne. Neskáče a nešplhá tak dobře, jako myšice lesní a myšice křovinná. Na zimu se stěhuje do stohů nebo do budov.
Rozmnožuje se od dubna do října. Po 3 týdnech březosti přivádějí samice na svět 4–9 mláďat. Ta jsou 14 dní kojena; pohlavně dospívají ve 2 měsících. V jednom roce mívá samice 2–3 vrhy.

### Potrava
Myšice temnopásá je všežravá. Rostlinná potrava však u ní převažuje – požírá hlavně semena pěstovaných rostlin, plevelů, jejich zelené části i kořínky. Z živočichů se živí larvami hmyzu i dalšími drobnými bezobratlými (pavouky, žížalami).

### Nemoci
Myšice je přenašečem některých patogenů – z jedince odchyceného v roce 1976 v jižní Koreji u řeky Hantaan byl poprvé izolován hantavirus.